# Xiangyazhen
Xiangyazhen (kinesiska: 相衙镇乡, 相衙镇) är en socken i Kina. Den ligger i provinsen Shandong, i den östra delen av landet, omkring 120 kilometer norr om provinshuvudstaden Jinan. Antalet invånare är 23 873. Befolkningen består av 11 830 kvinnor och 12 043 män. Barn under 15 år utgör 15,0 %, vuxna 15-64 år 74 %, och äldre över 65 år 9,0 %.
Genomsnittlig årsnederbörd är 776 millimeter. Den regnigaste månaden är juli, med i genomsnitt 305 mm nederbörd, och den torraste är mars, med 3 mm nederbörd.